# Who Will Marry Mary?
Who Will Marry Mary? è un serial muto del 1913 diretto da Walter Edwin, sequel di What Happened to Mary?.

## Produzione
Il film fu prodotto dalla Edison Company e dalla McClure Publishing Co..

## Distribuzione
Distribuito dalla General Film Company, il primo episodio del serial fu presentato nelle sale cinematografiche statunitensi il 26 luglio 1913. Gli altri episodi uscirono a cadenza mensile: l'ultimo della serie fu proiettato in prima il 17 dicembre 1913.
Viene considerato un film perduto: una copia incompleta del solo primo episodio viene conservata negli archivi dell'EYE Film Instituut Nederland; un'altra con solo il quinto episodio, è conservata al Keene Stage College (New Hampshire).

### Episodi
1. A Proposal from the Duke - 26 luglio 1913
2. A Proposal from the Spanish Don - 23 agosto 1913
3. A Proposal from the Sculptor - 27 settembre 1913
4. A Proposal from Nobody - 25 ottobre 1913
5. A Proposal Deferred - 22 novembre 1913
6. A Proposal from Mary - 27 dicembre 1913